# 파우스트

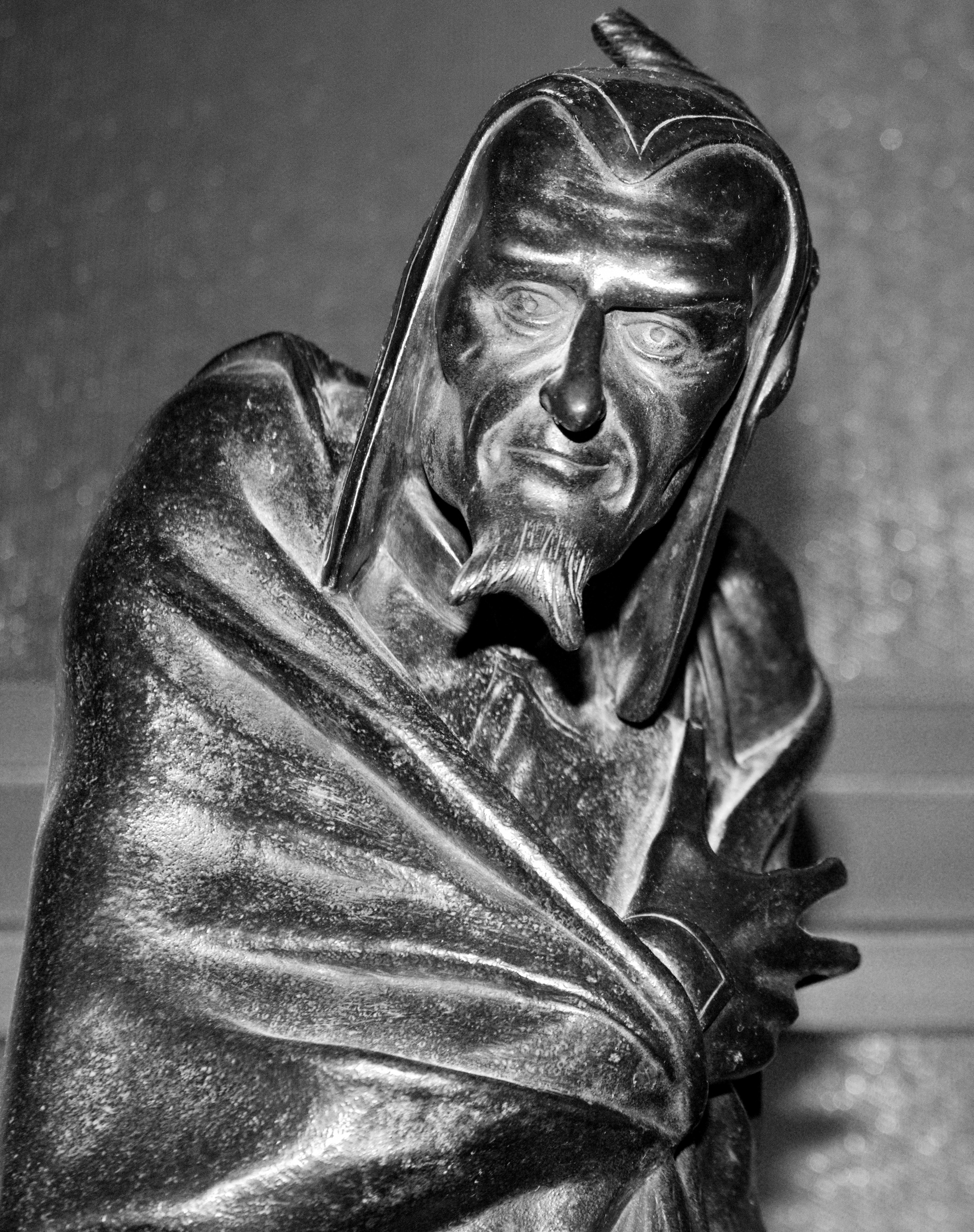
파우스트 동상.

파우스트(Faust)는 악마 메피스토펠레스와 계약을 맺는 내용의 독일 전설 속의 인물로, 마술사이자 연금술사였던 요한 게오르크 파우스트(1480년?~1541년?)를 바탕으로 한 소설의 주인공이다. 크리스토퍼 말로, 요한 볼프강 폰 괴테, 클라우스 만, 토마스 만, 오스카 와일드등 많은 작가들이 파우스트 전설에 바탕하여 여러 작품을 만들었다.

## 내용
파우스트(Faust) 또는 파우스투스(Faustus; "경사로운", "행운의" 의미의 라틴어)는 고전 독일 소설의 주인공이다. 대강의 내용은 다음과 같다. 박식한 학자 파우스트는 속세적인 지식에 만족하지 못하고, 자신의 영혼과 악마가 가진 인간의 한계를 넘어선 금지된 지식을 교환하는 계약을 하게 된다. 메피스토펠레스(Mephistopheles) 또는 메피스토로 불리는 이 악마는 계약 기간 동안 흑마술로서 파우스트의 욕심을 충족시켜주지만, 계약 기간이 끝난 후 파우스트의 영혼은 악마 메피스토의 소유가 되고, 영원히 저주받게 된다.
박식한 파우스트는 그의 삶에 매우 만족하면서도 무한한 지식과 세속적인 쾌락을 위해 자신의 영혼을 교환하면서 마귀와 협약을 맺게된다.
파우스트의 전설은 여러 시대를 통해 그것을 재해석한 문학, 예술, 영화 및 음악 작품의 기초가 되었다.  "파우스트 (Faust)"와 형용사 "파우스 티아 (Faustian)"는 야심적인 사람이 한정된 기간 동안 권력과 성공을 달성하기 위해 도덕적 청렴성을 포기하는 상황을 의미한다.

악마 메피스토펠레스와의 계약 기간 동안 파우스트는 흑마술을 여러 방면으로 사용한다. 메피스토펠레스는 파우스트를 여자와 술로 유혹을 하고, 세속적인 쾌락을 계속해서 보여줌으로써 그를 타락과 쾌락을 추구하는 인간으로 변화시킨다. 그 결과 결국 파우스트는 영혼을 악마에게 빼앗기게 된다.  괴테의 소설 <파우스트>에서는 악마와의 거래에따른 고통의 대가를 죽음 이후에 받게 된다.
즉 초기 이야기에서 파우스트는 능력을 받았지만, 자신의 지은 죄가 너무 커서, 돌이킬 수없는 손상을 입었고 그의 죄를 용서할 수 없는 상황이 되었고. 악마와 계약 기간이 끝나서  악마는 그를 지옥 속으로 떨어 트리며, 파우스트는 영원한 고통속으로 들어가는것으로 마무리 짓게된다.

## 괴테의 파우스트
독일의 시인·정치가·과학자·극작가인 요한 볼프강 폰 괴테 (Johann Wolfgang von Goethe)가 쓴 희곡 파우스트는 기존의 고전 독일 문학의 기독교적 도덕을 심화시킨다.
희곡과 장시(長詩)의 형태가 합작된 괴테의 파우스트는 서사적 서재극(書齋劇)이다.
신과 악마가 파우스트를 두고 내기를 한다. 파우스트가 악마에게, 너는 아름답다라고 말하면 그 때 악마가 파우스트의 영혼을 거두는 것으로.
괴테는 파우스트의 이야기에 자신의 첫사랑 그레트헨의 이야기를 덧붙이고, 악마가 보여준 쾌락의 한 종류인 여색으로 보여주지만
결국 파우스트와 그레트헨의 아름다운 순수한 사랑으로 1막은 막을 내린다.
괴테는 기존의 있던 파우스트의 이야기를 (기존에는 파우스트가 영혼을 악마에게 빼앗기고 영원히 저주받는다.) 자신의 방식으로 이야기한다.
괴테의 파우스트 마지막 단계에 파우스트는 이렇게 말한다.
"자유로운 사람들과 함께 자유로운 시간을 보낼 때, 그 때가 오면 난 이렇게 말하겠네, 멈춰라, 너는 아름답다!"
그러나 악마는 파우스트의 영혼을 빼앗으려고 한다. 그 때 하늘에서 천사들이 내려오더니, 파우스트를 구원해준다.

## 같이 보기
- 로버트 존슨